# Bernard Cribbins
Bernard Cribbins (Oldham, 29 december 1928 – 27 juli 2022) was een Engels acteur en muzikant.

## Biografie
Cribbins was al acteur sinds zijn 14e en sinds zijn 25e een grote ster op het Londense toneel. Het zou echter nog eens 10 jaar duren voordat hij een nationale ster werd in films en ook met een aantal songs. Hij verscheen in verscheidene Carry On-films en deed ook veel stemmenwerk voor tekenfilms en commercials. Hij speelde onder meer filmrollen in Alfred Hitchcocks Frenzy en was als lastige hotelgast te zien in een aflevering van Fawlty Towers.
Naast zijn acteerwerk is Cribbins bekend van het noveltyliedje "Right Said Fred", dat in de Abbey Road Studios werd opgenomen en de tiende plaats in de Britse hitlijst bereikte.
Zijn vrouw overleed in oktober 2021 na een huwelijk van 66 jaar en Cribbins zelf overleed negen maanden later, op 93-jarige leeftijd.

## Filmografie
- Yangtse Incident: The Story of H.M.S. Amethyst (1957) - sonar-operator (niet op aftiteling)
- The Vise televisieserie - chauffeur (Afl., The Missing Hours, 1957)
- Davy (1957) - stage hand, Collins Music Hall (niet op aftiteling)
- Dunkirk (1958) - dorstige zeeman (niet op aftiteling)
- Make Mine a Million (1959) - Jack
- Tommy the Toreador (1959) - Paco
- Interpol Calling televisieserie - Sid (afl., Slow Boat to Amsterdam, 1960)
- International Detective televisieserie - Pasquale (afl., The Santino Case, 1960)
- ITV Play of the Week televisieserie - Cpl. Pearce (afl., The Night of the Big Heat, 1960)
- The World of Suzie Wong (1960) - Otis, Gwennies vriendje
- Two Way Stretch (1960) - Lennie Price
- The Girl on the Boat (1961) - Peters
- Visa to Canton (1961) - Pereira
- Nothing Barred (1961) - krantenman
- The Best of Enemies (1961) - col. Brownlow
- Comedy Playhouse televisieserie - Cakebread (afl., Visiting Day, 1962)
- The Fast Lady (1962) - man op stretcher (niet op aftiteling)
- Comedy Playhouse televisieserie - Mr. Spooner (afl., Impasse, 1963)
- The Wrong Arm of the Law (1963) - Nervous O'Toole
- The Mouse on the Moon (1963) - Vincent Mountjoy
- Carry on Jack (1963) - adelborst Albert Poop-Decker
- A Home of Your Own (1964) - Mason
- Carry on Spying (1964) - Harold Crump
- Crooks in Cloisters (1964) - Squirts
- The Close Prisoner (televisiefilm, 1964) - rol onbekend
- Allez France! (1964) - Bob
- The Bargain (1965) - rol onbekend
- She (1965) - Job
- Comedy Playhouse televisieserie - Ambrose Twombly (afl., Here I Come Whoever I Am, 1965)
- Cup Fever (1965) - politieman
- You Must Be Joking! (1965) - sgt. Clegg
- The Troubleshooters televisieserie - Chas Wilson (afl., Driver of the Year, 1965)
- Dalek's Invasion Earth: 2150 A.D. (1966) - Tom Campbell
- The Avengers televisieserie - Arkwright (afl., The Girl from Auntie, 1966)
- The Sandwich Man (1966) - fotograaf
- Comedy Playhouse televisieserie - Arnold (afl., Judgement Day for Elijah Jones, 1966)
- Don't Raise the Bridge, Lower the River (1967) - Fred Davies
- Casino Royale (1967) - taxichauffeur
- A Ghost of a Chance (1968) - Ron
- Armchair Theatre televisieserie - Honeybone (afl., The Wind in a Tall Paper Chimney, 1968)
- The Avengers televisieserie - Bradley Mahler (afl., Look - (Stop Me If You've Heard This One) But There Were These Two Fellers..., 1968)
- Light Entertainment Killers (televisiefilm, 1969) - rol onbekend
- Cribbins televisieserie - rol onbekend (1969-1970)
- The Railway Children (1970) - Albert Perks
- Frenzy (1972) - Felix Forsythe
- The Womblers televisieserie - verteller (stem, 1973)
- Fawlty Towers televisieserie - Mr. Hutchison (afl., The Hotel Inspectors, 1975)
- The Val Doonican Show televisieserie - regelmatige optredens (1970-1975)
- Once Upon a Classic televisieserie - Pyramid (afl., Night Ferry, 1976)
- Simon in the Land of Chalk Drawings televisieserie - verteller (stem, 1976)
- Space: 1999 Televisieserie - Captain Michael (afl., Brian the Brain, 1976)
- Arrivano i mostri (miniserie, 1977) - rol onbekend
- Play of the Month televisieserie - Pinchwife (afl., The Country Wife, 1977)
- The Water Babies (1978) - Masterman/stem van Eel
- Picassos äventyr (1978) - Gertrude Stein/verteller (stem)
- The Plank (televisiefilm, 1979) - deurschilder
- Dangerous Davies - The Last Detective (1981) - Dangerous Davies
- Shillingbury Tales televisieserie - Cuffy (1981)
- It's Your Move (televisiefilm, 1982) - Buurman
- Cuffy televisieserie - Cuffy (afl. onbekend, 1983)
- Tales of the Unexpected televisieserie - Charlie Krebs/Mr. King (afl., The Memory Man, 1983)
- Moschops televisieserie - verteller (1983)
- Langley Bottom televisieserie - Seth Raven (1986)
- When We Are Married (televisiefilm, 1987) - Herbert Soppitt
- High and Dry televisieserie - Ron Archer (1987)
- Original Sylvanian Families (video, 1988) - verteller
- The Russ Abbot Show televisieserie - verschillende rollen (afl., The Russ Abbot Christmas Show, 1988)
- Jackanory televisieserie - verschillende rollen (38 afl., 1966-1991)
- Carry on Columbus (1992) - Mordecai Mendoza
- I, Lovett televisieserie - Sneeuwman (afl., The Snowman, 1993, stem)
- Dalziel and Pascoe televisieserie - Uncle Henry (afl., Time to Go, 1999)
- Noel's House Party televisieserie - tol onbekend (afl. onbekend, 1991-1999)
- The Canterbury Tales televisieserie - Timmerman (afl., The Journey Back, 2000)
- Last of the Summer Wine televisieserie - Gavin Hinchcliffe (afl., In Which Gavin Hinchcliffe Loses the Gulf Stream, 2003)
- Barbara televisieserie - Frank (afl., Guy Fawkes, 2003)
- Blackball (televisiefilm, 2003) - Mutley
- Coronation Street televisieserie - Wally Bannister (afl. onbekend, 2003)
- Down to Earth televisieserie - Frank Cosgrove (afl., Hot Air, 2005|Tall Tales, 2005)
- Doctor Who televisieserie - Wilfred Mott (9 afl., 2007-2010)